# Universität für Informationswissenschaft und Technik Peking
Die Universität für Informationswissenschaft und Technik Peking (UITP) (chinesisch: 北京信息科技大学, Pinyin: Běijīng Xìnxī Kējì Dàxué), im englischen Sprachraum als Beijing Information Science and Technology University (BISTU) bekannt, früher jeweils als Beijing Institute of Machinery (北京机械工业学院) und Beijing Information Technology Institute (北京信息工程学院) bezeichnet, ist eine Universität in der chinesischen Hauptstadt Peking.

## Geschichte
Die Universität für Informationswissenschaft und Technik Peking wurde 1915 gegründet. Heute besteht die Universität aus neun Fakultäten und einer Sport-Abteilung, 12 Fakultäten, über 40 Bachelorstudiengängen und 50 Masterstudiengängen.

## Fachbereiche und Fakultäten
Fakultät Naturwissenschaft
- Mathematik
- Physik
- Computational Science

 Fakultät Maschinenbau
- Konstruktion und Herstellung
- Automatisierungstechnik
- Fahrzeugtechnik
- Mechatronik
- Erneuerbare Energie

 Fakultät Elektrotechnik und Kommunikationstechnik
- Elektrotechnik
- Mess- und Sensortechnik
- Photonik und Optische Nachrichtentechnik
- Kommunikationstechnik

 Fakultät Informatik
- Computer Science and Technology
- Softwaretechnik
- Network Engineering
- Information and Computing Science

 Fakultät Automatisierung Ingenieurwesen
- Regelungstechnik
- Robotik
- Navigation

 Fakultät Wirtschaftswissenschaften und  Management
 Fakultät Human- und Gesellschaftswissenschaften
 Fakultät Information Management
- Information System
- Informationssicherheit
- Elektronischer Handel
- Auditing
- management science

Fakultät Fremdsprachen
- Sprachwissenschaft
- Englisch Kultur

Sport Department